# Information Ratio
Die Information Ratio (oder Appraisal Ratio) ist in der Wertpapieranalyse eine betriebswirtschaftliche Kennzahl, welche die Überrendite eines Portfolios ins Verhältnis zum Nachbildungsfehler (englisch tracking error) setzt. Sie wurde im Jahr 1973 von Fischer Black und Jack Treynor als „Appraisal Ratio“ vorgestellt. Die Information Ratio gibt an, ob ein Portfolio durch die Abweichung der Zusammensetzung vom Vergleichsindex eine höhere oder niedrigere Rendite als dieser erzielen konnte. Sie misst die Informationsqualität, über die beispielsweise ein Fondsmanager verfügt, diskontiert mit dem Restrisiko des Portfolios. Dabei wird die Fähigkeit eines Fondsmanagers bewertet, Überrenditen über die Benchmark hinaus zu erzielen.

## Ermittlung
Die Information Ratio {\displaystyle IR_{p}} ergibt sich aus der Gegenüberstellung der Portfoliorendite {\displaystyle R_{p}} (ausgedrückt im Alpha) abzüglich der Rendite der Benchmark {\displaystyle R_{BM}} mit der Standardabweichung der Überrenditen (Tracking Error des Portfolios) {\displaystyle TE_{p}}:
{\displaystyle IR_{p}={\frac {R_{p}-R_{BM}}{TE_{p}}}}.
Je höher die Information Ratio, umso besser ist die Performance eines Fondsmanagers und seines Portfolios.
Die Ratio berücksichtigt unmittelbar das unsystematische Risiko, doch wird über das Jensens Alpha mittelbar auch das systematische Risiko einbezogen.
Der Nachbildungsfehler gibt dabei die Volatilität der Abweichungen zwischen der Rendite des Fonds und des Benchmark an und ist somit eine Messgröße für das Fondsrisiko.
{\displaystyle TE_{p}} ist die Standardabweichung der Differenzen von {\displaystyle R_{p}} und {\displaystyle R_{BM}}.

## Wirtschaftliche Aspekte
Die Information Ratio lässt sich nicht für einzelne Finanzinstrumente und Finanzprodukte ermitteln, sondern nur für ganze Portfolien (Fondsvermögen eines Investmentfonds, Sicherungsvermögen eines Versicherers, Wertpapierdepot eines Kreditinstituts oder eines Anlegers). Eine positive Information Ratio signalisiert, dass die eingegangenen Abweichungsrisiken erfolgreich genutzt wurden. Das positive Ratio zeigt die Outperformance, das negative die Underperformance an.